# Acmaeodera degener
Acmaeodera degener es una especie de escarabajo del género Acmaeodera, familia Buprestidae. Fue descrita científicamente por Scopoli en 1763.
Esta especie se encuentra en el continente asiático.